# Nhân hóa moe
Nhân hóa moe (Nhật: 萌え擬人化 Hepburn: moe gijinka) hay nhân hóa theo phong cách moe, moe hóa là một dạng nhân hóa mà trong đó tiêu chuẩn moe được áp dụng lên những sự vật, khái niệm hoặc hiện tượng không phải con người. Ngoài những đặc tính moe, đặc điểm nổi bật của những nhân vật được nhân hóa moe là phục sức của họ, có vai trò nhấn mạnh hình thể nguyên thủy của họ trước khi được nhân hóa. Những nhân vật này, thường là một dạng cosplay, được tạo hình nhằm tượng trưng cho một đối tượng vốn không có tri giác hoặc sản phẩm tiêu dùng phổ biến. Khía cạnh giải trí của hình thức nhân hóa này xuất phát từ những tính cách được gán cho nhân vật và việc biến hàng loạt đối tượng từ máy móc đến vật chất trở nên dễ thương.

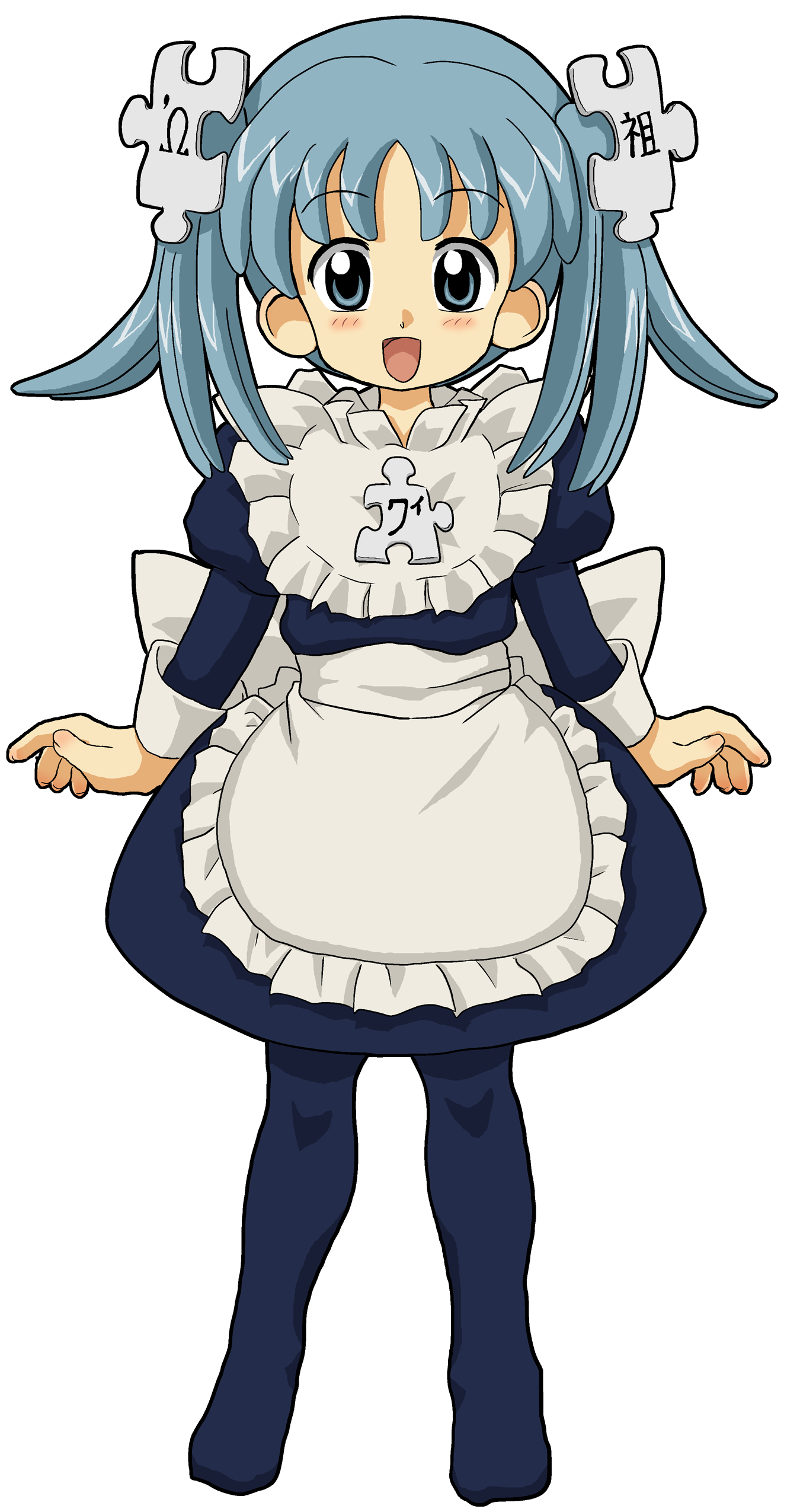
"Wikipe-tan", một sự kết hợp từ tiếng Nhật "Wikipedia" và hậu tố thân thiện dùng cho thiếu nhi, -tan, là một nhân hóa moe của Wikipedia.

Hình thức nhân hóa này rất phổ biến trong tiểu văn hóa otaku. Ngoại trừ kemonomimi (những nhân vật trông như người nhưng mang đặc điểm của động vật), nhiều nhân vật được moe hóa bắt nguồn từ giới dōjin. Thoạt đầu, sự ra đời của nhiều nhân vật là kết quả của những cuộc thảo luận trên các diễn đàn internet Nhật Bản như 2channel hay Futaba Channel. Xu hướng này vượt ra khỏi ranh giới dōjin và trở thành yếu tố trong những anime và manga thương mại cũng như sự nổi tiếng của các nhân vật được nhân cách hóa từ những sự vật vô tri giác.

## Các dạng nhân hóa moe

### Động vật

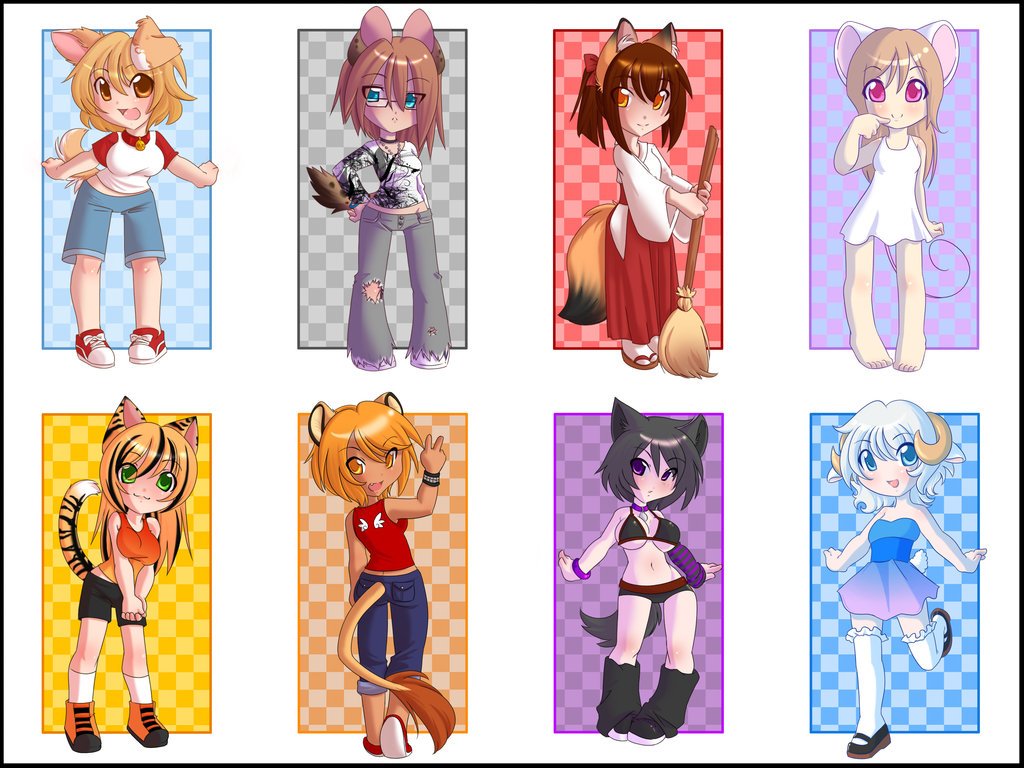
Một số kemonomimi có tai và đuôi của nhiều loài động vật.

Kemonomimi, nghĩa đen là "tai thú", là ý tưởng tạo hình các loại động vật thành những bishōjo hay bishōnen (nam thanh nữ tú), hoặc những nhân vật là người nhưng đeo phục sức là tai và đuôi của động vật. Nekomimi (cô gái/chàng trai mèo) là điển hình của thể loại này, mặc dù cô gái thỏ, cáo hay chó cũng rất phổ biến. Những nhân vật kemonomimi thường có tính cách của loài người và một số phẩm chất bổ sung mang nét của động vật. Ý tưởng này có mối tương quan với furry fandom.

### Máy tính
Mặc dù Chobits (2001) và Toy's iMac Girl (1998) ra đời trước tiên, hiện tượng moe hóa những thứ liên quan đến máy tính đã khởi đầu từ Shiitake-chan (しいたけちゃん), một nhân hóa nút Stop (dừng tải trang) của Internet Explorer. Ý tưởng về Shiitake-chan ra đời từ năm 2001 trên 2channel: một người đăng bài xem nút Stop giống như shiitake (nấm hương). Khi Microsoft tung ra Windows 7 ở Nhật Bản, họ kèm theo một gói chủ đề xoay quanh dạng moe hóa của hệ điều hành này (OS-tan) và đặt tên là "Madobe Nanami", có âm giọng nói của Mizuki Nana. Microsoft cũng dùng những dạng nhân hóa khác là hai cô gái tên "Madobe Yū" và "Madobe Ai" để quảng bá Windows 8 ở Nhật Bản.

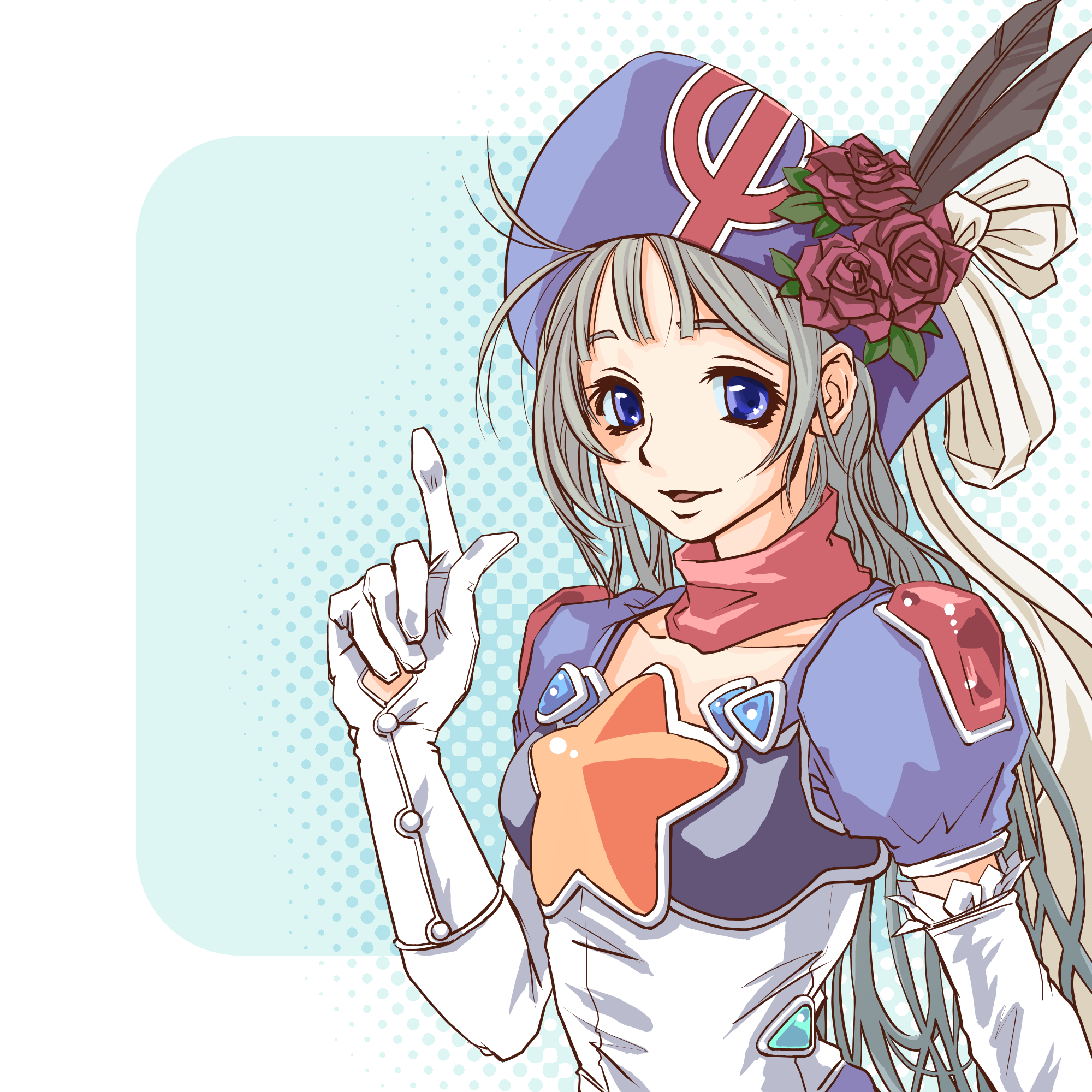
"Opera-tan", một nhân hóa moe của trình duyệt web Opera.

Từ sự ra đời của những OS-tan, các phần mềm và trang web khác cũng được moe hóa. Ví dụ: bách khoa toàn thư mở Wikipedia có phiên bản moe hóa của chính mình là "Wikipe-tan", còn các ứng dụng Mozilla có "Moezilla". Cộng đồng mạng Hoa ngữ đã tạo ra một "Green Dam Girl" để nhại lại phần mềm giám sát nội dung Green Dam Youth Escort của Trung Quốc. Vào năm 2010, một họa sĩ người Đài Loan có nghệ danh "shinia" trên Pixiv đã tạo ra một nhân hóa của Microsoft Silverlight và đặt tên là Aizawa Hikaru, nhân vật mà về sau được Microsoft Đài Loan dùng làm linh vật quảng bá chính thức. Năm 2013, Microsoft Singapore ra mắt Aizawa Inori, linh vật của Internet Explorer.
Xê-ri manga và anime Aoi Sekai no Chūshin de có dàn nhân vật là phiên bản moe hóa từ các trò chơi máy tính. Video game với những nhân vật dựa theo chính mình gồm Sonic the Hedgehog, Super Mario và Tetris. Bộ anime Hi sCoool! SeHa Girl có những nhân vật là nhân hóa từ các thiết bị trò chơi điện tử của Sega.

### Luật pháp và chính trị
Các phần trong Hiến pháp Nhật Bản đã được nhân hóa thành những cô gái moe, chẳng hạn như Điều 9, trong đó ngăn chặn Nhật Bản tham gia vào một cuộc chiến tranh, được đặc tả thành một cô gái yêu chuộng hòa bình.
Năm 2010, những người dùng của bảng Tin mới trên 2channel đã tạo ra Hinomoto Oniko là một nhân hóa của cụm từ phổ biến mà người Trung Quốc thường dùng để chế nhạo người Nhật Bản, Riben guizi (日本鬼子), nghĩa đen là "quỷ Nhật Bản". Nhân vật này được cộng đồng 2channel tạo ra nhằm đáp trả thái độ bài Nhật ngày càng tăng của cộng đồng mạng Trung Quốc, và kể từ đó đã trở thành một hiện tượng Internet trong các bảng đăng hình ảnh và diễn đàn Nhật Bản. Trong tiếng Nhật, từ kanji phân biệt chủng tộc này nếu đọc theo lối kun'yomi sẽ có thể được hiểu như tên của nữ giới ở Nhật Bản, do đó nhân vật được đặc tả là một thiếu nữ mặc trang phục truyền thống kimono, trên đầu có sừng quỷ và mang một thanh katana.
Năm 2015, người dùng Internet tạo ra "ISIS-chan", một nhân vật moe hóa của tổ chức thánh chiến Nhà nước Hồi giáo Iraq và Levant (ISIS). Hình họa cô đã được nhóm Anonymous dùng để làm loãng những tuyên truyền trực tuyến của Nhà nước Hồi giáo.

### Khác
Nhiều sự vật khác cũng có những nhân hóa moe cho riêng mình:
ThanDựa trên binchōtan (than trắng) và các loại than khác, bộ anime và manga Binchō-tan đã chọn cách dajare (chơi chữ) các từ tiếng Nhật chỉ than (炭 tan) để tạo ra một loạt những cô gái dễ thương.
Quốc giaTương tự nhân cách hóa quốc gia, phiên bản moe của nhiều quốc gia cũng xuất hiện. Ví dụ: Nhật Bản là Nihon-chan, Afghanistan là Afuganisu-tan — cả hai đều có những webcomic riêng ở Nhật Bản. Manga Hetalia: Axis Powers của Himaruya Hidekaz, đặc tả các nước tham chiến trong Chiến tranh thế giới thứ nhất và Chiến tranh thế giới thứ hai đã chọn dàn nhân vật là nam giới, với chỉ một số rất ít nữ giới hòa lẫn.
Thực phẩmHabanero-tan, linh vật không chính thức của Bōkun Habanero; và Bisuke-tan dành cho bánh quy KFC bán ở Nhật Bản. Loạt light novel Akikan! có những lon soda được biến hóa thành những cô gái. Các loại thạch với nhiều hương vị khác nhau cũng được nhân hóa moe.
Thiết bị gia dụngTrò chơi máy tính khiêu dâm Like Life và Monogokoro, Monomusume dùng các nhân vật là thiết bị gia dụng biến thành những cô gái. Các thiết bị này bao gồm máy rửa chén, đồng hồ báo thức, tẩy bảng đen, gối, hộp y tế, điện thoại di động và cả hòm thư, cùng một số vật khác. Tuy vậy bản chất của những trò chơi này là đặt nhân vật nam chính vào những tình huống quái gở để dẫn đến việc quan hệ tình dục — chẳng hạn như "làm tình với máy rửa chén". Tương tự, manga 090 Eko to Issho có các cô gái vốn là điện thoại di động.
Khí tài quân sựMecha Musume là nhân cách hóa những khí tài quân sự, chẳng hạn như súng, xe tăng, tàu thủy, máy bay hay thậm chí là tên lửa. Đề tài phổ biến của loại moe hóa này bao gồm vũ khí thời Chiến tranh thế giới thứ hai; figure mecha musume của những khí tài này cũng được sản xuất. Strike Witches, Upotte!! và Kantai Collection là những tác phẩm phổ biến dựa trên các khí tài quân sự.
Phương tiện đi lạiChiếc tàu hỏa được moe hóa đáng chú ý nhất là Fastech 360, thường được vẽ với đôi tai mèo lấy ý tưởng từ biển phanh khí khẩn cấp. "Fastech-tan", hay đặc biệt hơn là "cô gái tàu hỏa", được sản xuất thành figure, bán ra với sự cho phép của Công ty Đường sắt Đông Nhật Bản.